# Coraliomela
Coraliomela (лат.) — род жуков подсемейства щитоносок из семейства листоедов, обитают в Южной Америке.

## Виды
- Coraliomela aeneoplagiata (Lucas, 1857)
- Coraliomela brunnea (Thunberg, 1821)
- Coraliomela quadrimaculata (Guérin-Méneville, 1840)
- Coraliomela vicina (Guérin-Méneville, 1840)

## Распространение
Представители рода встречаются в Бразилии, Боливии, Парагвае и Аргентине.

## Таксономия
THUNBERG (1821) описал Alurnus brunneus из Бразилии. JACOBSON (1899) предложил подрод Coraliomela под Mecistomela Jacobson, 1899 . FISHER (1935) поднял субгенерический статус Coraliomela до уровня рода, синонимизировал Mecistomela (Coraliomela) corallina (Vigors, 1826) с Alurnus brunneus Thunberg, 1821, перенес его в Coraliomela и определил его как типовой вид; также рассматриваются четыре подвида, относящиеся к C. brunnea : C. brunnea nigripes (Guérin-Méneville, 1840), C. brunnea vigorsi (Méneville-Герена, 1840) С . brunnea thoracica (Perty, 1832) и C. brunnea nigerrima (Jacobson, 1899). BLACKWELDER (1946) перечислил в Coraliomela brunnea четыре подвида, рассмотренных FISCHER (1935). MONRÓS & VIANA (1947) при рассмотрении видов Hispinae(ныне Листоеды-шипоноски), встречающихся в Аргентине, подняли C. brunnea thoracica до C. thoracica и рассмотрели два подвида у C. brunnea : C. brunnea collaris (Guérin-Méneville, 1840), который был переоценены и C. brunnea nigripes.